# اسامه رشید
اسامه رشید (عربی: اسامه جبار شفیق رشید؛ زادهٔ ۱۷ ژانویهٔ ۱۹۹۲) یک بازیکن فوتبال عراقی‌تبار اهل هلند است.

## باشگاهی
از باشگاه‌هایی که در آن بازی کرده‌است می‌توان به فاینورد اشاره کرد.

## تیم ملی
وی همچنین در تیم‌های ملی فوتبال هلند و عراق بازی کرده‌است.